# Agave chazaroi
Agave chazaroi ist eine Pflanzenart aus der Gattung der Agaven (Agave).

## Beschreibung
Agave chazaroi wächst solitär und bildet Ausläufer mit einer Wuchshöhe bis 80 cm und ist bis 145 cm breit. Die dunkelgrünen bis gelbfarbenen breiten, steifen, glänzenden, unregelmäßig angeordneten Blätter sind bis 80 cm lang und bis 20 cm breit. Die rotbraunen Blattränder sind unregelmäßig fein gezahnt. Der braune Enddorn ist 3 bis 5 cm lang.
Der ährige, schlanke, Blütenstand wird bis 2,5 m hoch. Die zahlreichen, weißen bis cremefarbenen in Büscheln wachsenden Blüten erscheinen zwischen den Blättern und sind 20 bis 30 mm lang.
Die länglichen Kapselfrüchte sind bis 20 mm lang.
Die Blütezeit reicht von März bis April.

## Systematik und Verbreitung
Agave chazaroi ist in Mexiko im Bundesstaat Jalisco in tropischen Regionen in 900 m bis 1200 m Höhe verbreitet. Sie ist vergesellschaftet mit Mammillaria scrippsiana, Stenocereus dumortieri und verschiedenen Sukkulentenarten.
Die Erstbeschreibung durch José Antonio Vázquez García und Oscar Manuel Valencia Pelayo ist 2007 veröffentlicht worden.
Agave chazaroi ist ein Vertreter der Sektion Marginatae. Sie wächst begrenzt in Tequila und Umgebung. Sie ist verwandt mit Agave pelona, jedoch sind Unterschiede der Blütenstruktur erkennbar.